# PowerBook G4 15"
Le PowerBook Alu 15" est un ordinateur portable commercialisé par Apple. Dans son boîtier en aluminium anodisé, il embarque un processeur PowerPC G4 conçu par Motorola. Il s'agit du successeur du PowerBook G4 Titanium, dont la production a cessé le 16 septembre 2003.
Les modèles 12" et 17" l'avaient précédé dans la gamme des AluBook en janvier de la même année. Le PowerBook G4 15" dispose d'une sortie DVI et supporte le double affichage. Un lecteur DVD combiné avec un graveur CD est fourni en standard. Un graveur DVD est disponible en option.
En avril 2004, une première mise à jour vit la puissance des processeurs proposés augmenter, tout comme celle de la carte graphique et des lecteurs optiques. La carte Airport Extreme est désormais fournie en standard.
Une mise à jour en janvier 2005 porta la fréquence du processeur à 1,5 et 1,67 GHz, tandis que la mémoire vive fut portée à 512 Mio en standard.
Enfin, en octobre 2005, le PowerBook G4 15" adopta une nouvelle dalle de meilleure qualité et d'une meilleure résolution (celle-ci passe alors de 1280 × 854 à 1440 × 960, soit 289 milles pixels en plus. L'autonomie fut aussi optimisée pour gagner une heure. La mémoire vive utilisée devient de la DDR2 PC2-4200, à noter que c'est le seul G4 à utiliser ce type de mémoire. Apple en profita pour faire disparaître le modèle avec lecteur Combo, tandis que le modèle SuperDrive supporte maintenant la gravure des DVD double couche. On peut considérer que ce PowerBook a été un test de technologies (DDR2, nouvelle dalle, etc) qu'on retrouve plus tard dans le MacBook Pro, destiné à le remplacer en février 2006. C'est l'un des derniers représentant de la gamme PowerBook qui aura duré 15 ans. Le modèle 17" a été maintenu jusqu'en avril 2006 et le modèle 12" jusqu'en mai 2006.

## Caractéristiques
- processeur : PowerPC 7447 cadencé entre 1,0 et 1,67 GHz
- adressage 32 bit
- bus système 64 bit à 167 MHz
- mémoire cache de niveau 1 : 64 Kio
- mémoire cache de niveau 2 : 512 Kio cadencée à la vitesse du processeur
- mémoire morte : 1 Mio pour le démarrage, les autres instructions sont chargées en mémoire vive
- mémoire vive : entre 256 et 512 Mio, extensible à 2 Gio
- carte graphique AGP 4x avec 64 à 128 Mio de mémoire vidéo
- écran LCD 15,2" à matrice active (format 16/10 panoramique)
- résolution d'affichage :
  - avant octobre 2005 : 1280 × 854
  - après octobre 2005 : 1440 × 960
- disque dur Ultra ATA/100
- lecteur Combo (lecteur DVD / graveur CD) ou Superdrive (graveur DVD et CD)
- modem 56 kb/s V90 ou V92
- Bluetooth 1.1 ou 2 intégré
- carte Airport Extreme 54 Mb/s (norme IEEE 802.11b et g) optionnelle ou en standard
- rétro-éclairage du clavier par fibres optiques sur certains modèles
- slots d'extension :
  - 2 connecteurs mémoire de type SDRAM DDR PC2700 ou DDR2 PC4200 (format SO-DIMM)
  - 1 slot PC-Card Type I ou Type II (supporte aussi les CardBus)
- connectique :
  - 1 port FireWire 800 Mb/s
  - 1 port FireWire 400 Mb/s
  - 2 ports USB 2, 480 Mb/s
  - port Ethernet 10/100/1000BASE-T
  - sortie son : stéréo 16 bit
  - entrée son : stéréo 16 bit
  - sortie vidéo DVI (adaptateur vers VGA inclus)
  - sortie S-Video (adaptateur vers Composite inclus)
- microphone omnidirectionnel intégré
- haut-parleur stéréo
- batterie Lithium Ion de 50 Wh lui assurant 4 ou 5 heures d'autonomie
- dimensions : 2,8 × 34,8 × 24,1 cm
- poids : 2,5 kg
- systèmes supportés : à partir de Mac OS X v10.2.7 jusqu'à Mac OS X v10.5.8